# Северен Паудър (град, Орегон)
Северен Паудър (на английски: North Powder) е град в окръг Юниън, щата Орегон, САЩ. Северен Паудър е с население от 489 жители (2000) и обща площ от 1,6 km². Намира се на 992,43 m надморска височина. ЗИП кодът му е 97867, а телефонният му код е 541.